# Santibáñez de Ecla
Santibáñez de Ecla település Spanyolországban, Palencia tartományban. Santibáñez de Ecla Alar del Rey, Prádanos de Ojeda, La Vid de Ojeda, Olmos de Ojeda és Aguilar de Campoo községekkel határos. Lakosainak száma 42 fő (2024).

## Népesség
A település népessége az elmúlt években az alábbi módon változott:
| Lakosok száma | 100  | 87   | 84   | 79   | 75   | 65   | 58   | 52   | 48   | 42   |
|               | 2001 | 2004 | 2007 | 2009 | 2012 | 2014 | 2017 | 2019 | 2022 | 2024 |